# Шахов, Виталий Викторович
Вита́лий Ви́кторович Ша́хов (9 января 1991, Северный, Павловский район, Краснодарский край, СССР) — российский футболист, защитник.

## Биография
Начал заниматься футболом с девяти лет. С 15 лет — в ДЮСШ «Кубань» (Краснодар), первый тренер — И. В. Калешин. С 2007 года — в дубле «Кубани», в 2009 году провёл 20 матчей в первенстве дублёров.
Перед сезоном 2011/12 перешёл в клуб первенства ПФЛ «Торпедо» Армавир, в составе которого провёл 49 матчей, забил 7 мячей.
В 2012 году перешёл в новороссийский «Черноморец» — 9 мячей в 49 играх за 2,5 сезона.
В июне 2015 подписал контракт с клубом первенства ФНЛ «Факел» Воронеж. В начале 2016 года был на просмотре в московском «Динамо», но был отдан в аренду до конца сезона в «Томь».
Летом 2016 провёл два контрольных матча в составе ЦСКА, но сезон 2016/17 отыграл в «Факеле».
Перед сезоном 2017/18 перешёл в клуб премьер-лиги «Тосно», дебютировал 15 июля в домашнем матче первого тура против ФК «Уфа» (0:1). 21 февраля 2018 на правах аренды перешёл в «Балтику» до конца сезона. В победном для команды Кубке России 2017/18 сыграл в матче 1/8 финала. После расформирования «Тосно» в июне 2018 появилась информация о переходе Шахова в «Оренбург». Дебютировал 25 сентября в матче 1/8 Кубка России против «Динамо» Барнаул (2:0).
С сентября 2022 — игрок команды чемпионата Краснодарского края «Виста-КубГУ» (Геленджик).

## В сборной
16 августа 2017 года попал в расширенный состав сборной России для участия в учебно-тренировочном сборе в Новогорске.